# S/S Unnukka
S/S Unnukka är en finländsk ångslup, som byggdes 1900 som S/S Unnukka av Paul Wahl & Co i Varkaus för Antti Saarela i Leppävirta. Hon omdöptes efter ägarbyte 1911 till S/S Keihäslahti. Hon återfick sitt ursprungliga namn 2011.